# Operazione Provide Relief
Operazione Provide Relief è stata una missione umanitaria,  parte del tentativo, sottoscritto dall'ONU di facilitare e proteggere gli aiuti umanitari per il popolo somalo durante la guerra civile.
Tale missione fu affiancata dalla missione militare di pace UNOSOM I nell'estate del 1992 visto la grave carestia iniziata ed esacerbata dalla guerra in corso.

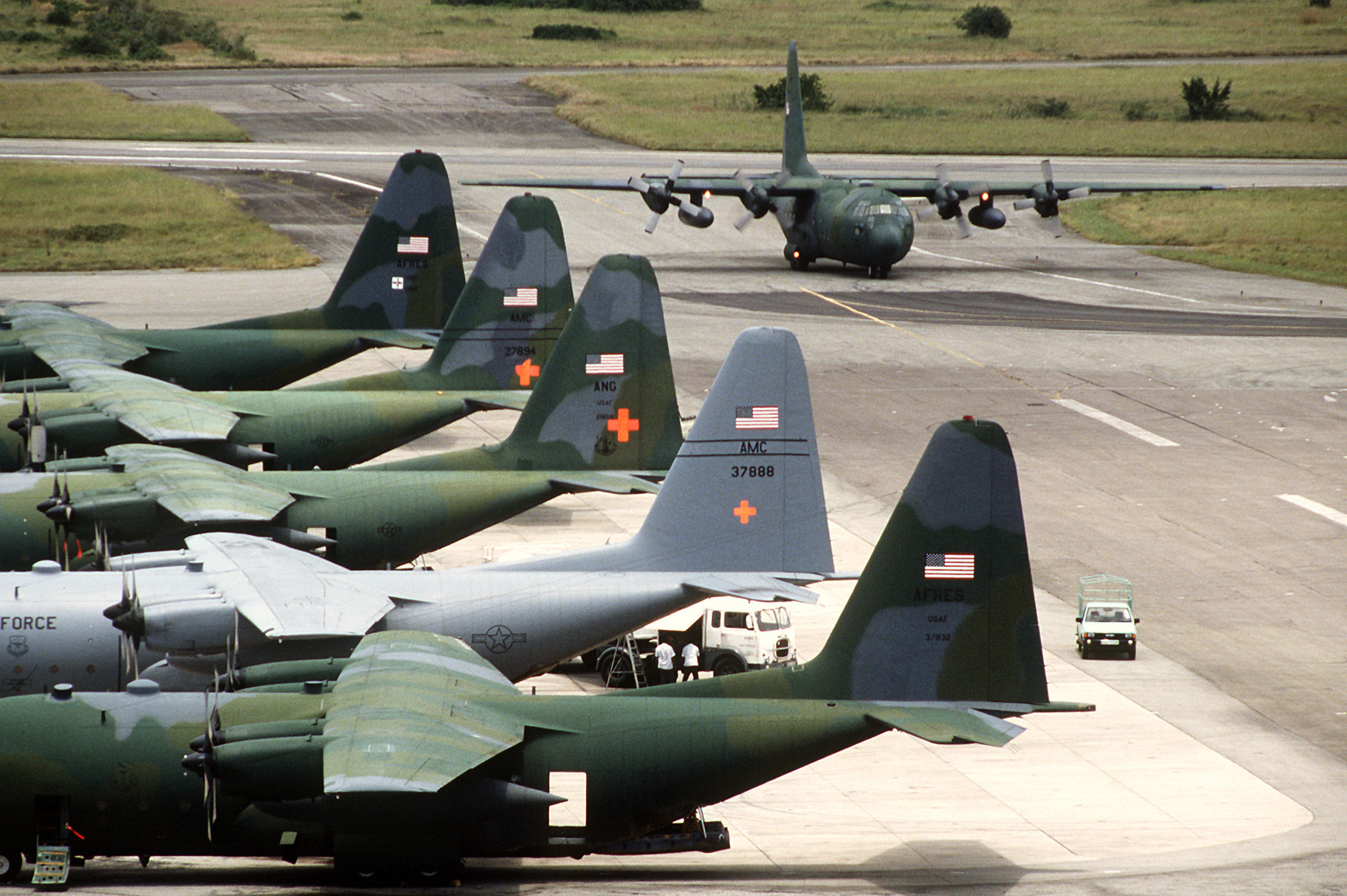
C-130s statunitensi a Moi per l'Operazione Provide Relief.

L'operazione fu iniziata e condotta dagli Stati Uniti d'America e altre nazioni occidentali che fornirono le proprie truppe a supporto.
L'operazione Provide Relief prese avvio effettivo nell'agosto 1992, quando la Casa Bianca annunciò che i trasporti militari statunitensi avrebbero sostenuto gli sforzi multinazionali di soccorso delle Nazioni Unite in Somalia.  Dieci C-130 e 400 persone schierati all'aeroporto internazionale keniano di Moi durante l'operazione forniscono soccorso, aiuti per il trasporto aereo in aree remote della Somalia per ridurre la dipendenza dai convogli di camion. Complessivamente in sei mesi furono trasportati 48.000 tonnellate di cibo e aiuti umanitari.
La gran parte dei generi alimentari mandati in aiuto fu però saccheggiata non appena giunta in Somalia, rendendo la missione un fallimento, cosa che spinse l'ONU a chiedere un maggiore coinvolgimento dei suoi membri con l'avvio dell'Operazione Restore Hope.